# 1022
El 1022 (MXXII) fou un any comú iniciat en dilluns pertanyent a l'edat mitjana.

## Esdeveniments
- Pau entre Corea i la Xina[1]
- Primers seguidors del catarisme cremats per heretgia
- Consagració del Monestir de Sant Pere de Rodes
- Anund Jacob comença el seu regnat a Suècia
- Creació de la Taifa de Lisboa

## Naixements
- Harold II d'Anglaterra (data aproximada)

## Necrològiques
- Simeó Mamantis, religiós romà d'Orient